# Уилсон, Питер
Питер Роберт Рассел Уилсон (англ. Peter Robert Russell Wilson; 15 сентября 1986 года, Дорчестер) — британский стрелок, выступающий в дисциплине дубль-трап. Победитель Олимпиады в Лондоне. Кавалер Ордена Британской империи.

## Биография
Первоначально Питер Уилсон занимался сноубордингом, но получил травму плеча, которая не позволила ему продолжать выступления в этом виде. По предложению отца он стал заниматься спортивной стрельбой. 
Первоначально британец занимался трапом и скитом, но это виды не пришлись ему по вкусу и свой выбор Уилсон остановил на дисциплине дубль-трап. В 2006 году он стал чемпионом Европы среди юниоров в этой дисциплине.
В рамках программы подготовки будущих олимпийцев Уилсон посещал Олимпиаду в Пекине. С тех пор он тренируется у Олимпийского чемпиона Афин, Ахмеда Аль Мактума. Для продолжения тренировок Уилсон был вынужден самостоятельно зарабатывать и некоторое время работал барменом.
В 2011 года на чемпионате Европе в Белграде британец стал серебряным призёром в командном зачёте, а в личном дубль-трапе стал четвёртым. Выиграв в начале 2012 года этап мирового кубка в Чили он квалифицировался на домашнюю Олимпиаду.
В соревнованиях Уилсон уверенно захватил лидерство уже после квалификации, поразив 143 из 150 мишеней. В финале он набрал 45 очков, ни разу не утратив единоличное лидерство. Золото Уилсона стало единственной наградой хозяев в стрелковом спорте на Играх в Лондоне и первым золотом в стрелковом спорте на Олимпийских играх с 2000 года.